# Aymar de Lairon
Aymar de Lairon (mort en 1219), également prénommé Adeymar, Adémar ou Aimerich, est devenu seigneur de Césarée du chef de sa femme vers 1193 jusqu'à la mort de celle-ci entre 1213 et 1216. Durant cette période, il est une figure éminente du royaume de Jérusalem. Après son veuvage, il devient maréchal des Chevaliers Hospitaliers jusqu'à sa propre mort au combat lors du siège de Damiette.

## Biographie

### Origines
Aymar de Lairon pourrait être originaire d'Ayron, au nord de Lusignan. Son nom pourrait donc être dérivé d'Aymar de L'Ayron.
Il arrive probablement en terre sainte après 1189 avec la troisième croisade.

### Seigneur de Césarée
Aymar apparaît comme témoin dans une charte du comte Henri II de Champagne, époux de la reine Isabelle Ire de Jérusalem, en 1193, sous le nom d'Azemarus Cesariensis dominus ("Aymar, de Césarée"). Il souscrit un second acte royal avec ce même titre l'année suivante. Son épouse, au droit de laquelle il détenait ce titre, Julienne Granier, n'apparaît quant à elle comme la dame de Césarée qu'en 1197, date à laquelle ils confirment ensemble une concession faite par son frère, Walter II, sur son lit de mort. Entre 1201 et 1213, lui et sa femme établissent conjointement un certain nombre de chartes.
Aymar est l'un des principaux barons du royaume de Jérusalem sous les règnes d'Henri de Champagne, d'Aimery de Lusignan puis de Jean de Brienne. Il a été témoin de chartes royales en 1193, 1194, 1200, 1211 et 1212. Il est également témoin d'une charte émise par le régent Jean d'Ibelin en 1206, dans laquelle il porte le titre de maréchal du royaume de Jérusalem. En 1208, il fait partie de l'ambassade envoyée en France par la Haute Cour pour trouver un mari prestigieux à la jeune reine Marie de Montferrat. Il est également présent lorsque ce mari, Jean de Brienne, a été couronné à Tyr en 1210.
En 1212 ou 1213, Julienne et Aymar, en difficulté financière (compulsi penuria), contractent deux emprunts auprès des Hospitaliers. Dans leur premier emprunt, des maisons d'Acre et de Tyr, ainsi que la casale de Tulkarem, sont mises en gage moyennant 2 000 besants. Dans le second, les casalia de Capharlet, Samarita et Bubalorum sont mises en vente pour 1 000 besants. Julienne n'apparaît par la suite dans aucune charte après le prêt d'octobre 1213.

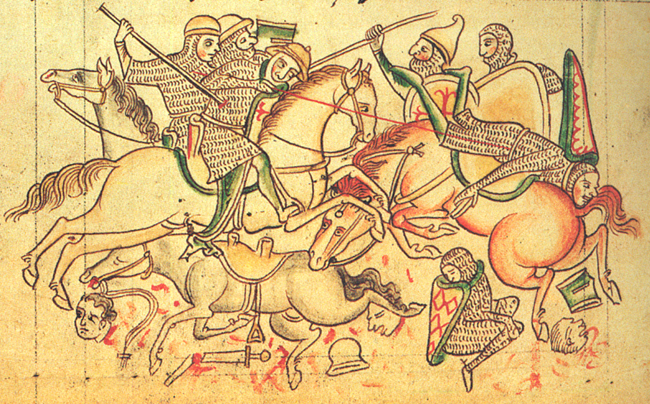
Le siège de Damiette, illustration issue de la Chronica majora de Matthieu Paris.

### Maréchal des Hospitaliers
En février 1216, Aymar signe pour la première fois une charte non pas en tant que seigneur de Césarée, mais en tant que maréchal de l'Hôpital. Son épouse Julienne a très certainement dû mourir entre-temps, et comme elle est enterrée dans un cimetière hospitalier en tant que sœur converse, il est probable qu'Aymar soit lui-même entré dans l'ordre en tant que frère. Il était encore leur maréchal jusqu'en octobre 1218, lorsqu'il accompagne le roi Jean de Brienne lors de l'invasion de l'Égypte lors de la cinquième croisade. Selon l'Estoire d'Eracles, Aymar et le roi mènent une attaque contre les forces égyptiennes lors du siège de Damiette. De plus, selon Olivier de Paderborn, trente-trois Templiers ont été soit capturés, soit tués aux côtés du maréchal de l'Hôpital en 1219 à Damiette.
L'Estoire rapporte qu'Aymar avait un neveu du même nom en faisant allusion à sa mort en 1219. Il avait également avec Julienne un fils, Roger de Lairon, dont la nièce Agnès épouse Gilles de Beyrouth, selon les Lignages d'Outremer.

## Mariage et enfants
Vers 1193, il épouse Julienne Granier, veuve de Guy Brisebarre et fille d'Hugues Grenier et de son épouse Isabelle von Gothman, avec qui il a au moins un enfant :
- Roger de Lairon.

Toutefois, son fils ne lui succède pas dans la seigneurie de Césarée, car son épouse avait déjà un enfant de son premier mariage, et c'est celui-ci qui en devient seigneur.